# 郭名昌
郭名昌（1855年—？），字賓實，清朝政治人物，福建侯官（今福州市）人，祖籍福清。

## 生平
郭名昌为郭柏荫三子，光绪八年（1882年）中举。
曾在台湾先后游于刘铭传、唐景崧幕中。